# Лухэ (Нанкин)
Лухэ́ (кит. упр. 六合, пиньинь Lùhé) — район городского подчинения города субпровинциального значения Нанкин провинции Цзянсу (КНР). Район назван по имевшемуся в этих местах посёлку, который в свою очередь был назван в честь гор Лухэ.

## История
В эпоху Вёсен и Осеней эти земли находились в составе царства Чу и входили в состав области Тан (棠邑), которая затем была захвачена царством У. В эпоху Воюющих царств У было покорено юэсцами, которые в свою очередь были разгромлены Чу.
После объединения Китая в централизованную империю область была преобразована в уезд Танъи (棠邑县). После основания империи Хань Лю Бан в 201 году до н.э. сделал Чэнь Ина Танъи-хоу (棠邑侯), и уезд был преобразован в удельное владение. В 117 году до н.э. написание названия Танъи было изменено на 堂邑. В 116 году до н.э. удел вновь стал уездом.
В эпоху Троецарствия эти земли входили сначала в состав царства Вэй, затем — в состав царства У.
При империи Цзинь в 307 году был основан посёлок Сюаньхуа (宣化镇). Из-за постоянных войн на центральных равнинах на юг хлынуло много беженцев, здесь поселилось много переселенцев из провинции Хэнань, принадлежавших к семье Вэй, и в 397 году уезд Танъи был переименован в Вэйши (尉氏县).
Во времена южной империи Лян в 502 году уезд Вэйши был разделён на уезды Вэйши и Танъи.
При империи Суй в 583 году посёлок Сюаньхуа был переименован в Лухэ (六合镇). Четыре года спустя уезды Вэйши, Танъи и Фаншань были объединены в уезд Лухэ (六合县).
При Южной Тан в 948 году уезд Лухэ был поднят в статусе и стал областью Сюнчжоу (雄州). При Поздней Чжоу в 958 году область Сюнчжоу вновь стала уездом Лухэ.
При империи Мин в 1376 году из уезда Лухэ был выделен уезд Цзянпу .
В годы Второй мировой войны земли уезда стали одной из зон действий Новой 4-й армии китайских коммунистов.
В 1950 году в провинции Цзянсу был создан Специальный район Тайчжоу (泰州专区), и уезд вошёл в его состав. В 1952 году Специальный район Тайчжоу был переименован в Специальный район Янчжоу (扬州专区). В феврале 1956 года уезд был передан в состав Специального района Чжэньцзян (镇江专区), но в ноябре был возвращён в состав Специального района Янчжоу. В 1958 году уезд был передан под юрисдикцию Нанкина, но в 1962 году возвращён в состав Специального района Янчжоу. В 1966 году из Специального района Янчжоу был выделен Специальный район Лухэ (六合专区), и уезд вошёл в его состав, но в 1971 году он был расформирован, и уезд вернулся в состав Специального района Янчжоу.
В 1975 году уезд Лухэ окончательно перешёл под юрисдикцию Нанкина. В 1980 году в составе Нанкина был образован Большой промышленный район (大厂区). В 2002 году уезд Лухэ и Большой промышленный район были объединены в район Лухэ.

## Административное деление
Район делится на 11 уличных комитетов и 1 посёлок.